# Goniographa naumanni
Goniographa naumanni là một loài bướm đêm thuộc họ Noctuidae. It is confined to the Hissar Mountains, miền tây Pamirs (Shugnan range, Chorog) và đông bắc territories của Afghanistan (Badakhshan, Kadaghan và dãy núi Darwaz).
Sải cánh dài 32–37 mm.